# 陈芳家宅
陈芳家宅，是位于中国广东省珠海市香洲区的古建筑群，始建于清朝光绪十七年（1891年），历经六年陆续建成。由清末著名华商陈芳建造。包括陈芳故居、陈氏宗祠、梅溪大庙、梅溪石牌坊3座、梅溪碉楼、“胜地佳城”碑刻、西洋墓地等。2006年，陈芳家宅被国务院列为第六批全国重点文物保护单位。

## 陈芳故居
陈芳故居为陈芳1890年返回家乡梅溪修建，包括1座陈公祠、3座大屋、1座洋房和1座花厅，建筑为砖瓦结构，结合西方文化及中国建筑传统同时还突显岭南建筑风格，陈芳故居门前、屋巷铺有石板、砖块，种有花木，周围筑有砖墙，房子东西两角设置哨楼，建筑面积达2495平方米，总占地面积5742平方米，屋内还设有私人舞厅，是珠海华侨文化的代表性建筑物。

## 梅溪牌坊
梅溪牌坊是光绪帝为表彰陈芳的慈善行为赐建的牌坊。位于陈芳故居附近，花岗石建造，原为四座，现存西“乐善好施”、东“急公好义”“乐善好施”三座和一座牌坊台基。